# Władysław Czarnkowski (zm. po 1656)

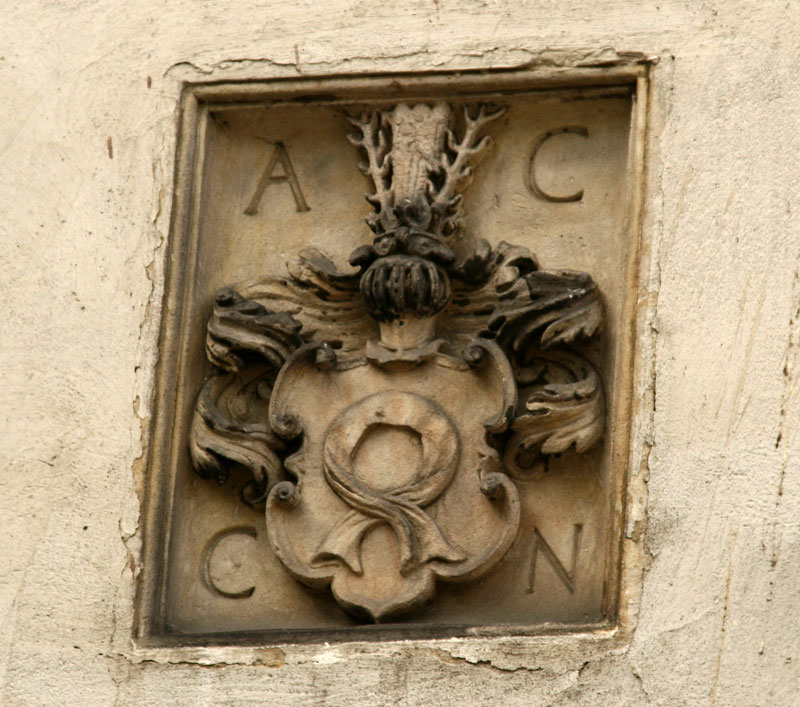
Herb Władysława Czarnkowskiego

Władysław Czarnkowski herbu Nałęcz III (ur. ok. 1590, zm. po 1656) – starosta drahimski w latach 1616–1656, wychowanek Kolegium Jezuitów w Poznaniu, w 1623 ogłosił drukiem wiersze elegijne po śmierci starosty bydgoskiego dedykowane swojemu krewniakowi, Adamowi Sędziwojowi Czarnkowskiemu.

## Życiorys
Jego ojcem był wykształcony w Akademii Krakowskiej Sędziwój IV Czarnkowski (zm. po 1590), starosta drahimski, a matką Anna z Rydzyńskich. Był żonaty z Zofią Rybską. Urodził się jako drugi syn Sędziwoja. Jego starszym bratem był Jan Sędziwój II Czarnkowski (zm. 1641), kasztelan kamieniecki (1640), starosta drahimski ożeniony z Anną Mohylanką (zm. ok. 1665). Władysław Czarnkowski posiadał jeszcze brata Andrzeja (zm. po 1615) oraz dwie siostry, Ewę (żona Jan Radujewskiego) i Zofię (żona Pawła Morawskiego, poborcy poznańskiego).
Zdaniem heraldyka Adama Bonieckiego (1842-1909) Adam Czarnkowski w 1623 r. uzyskał połowę Kłecka po zmarłej Annie z Zebrzydowskich Czarnkowskiej, kasztelanowej śremskiej, zasadne jest zatem przypuszczenie, że starosta kłecki dedykując w tym samym roku swoje wiersze właścicielowi połowy miasta chciał być z nim w jak najlepszych relacjach dążąc do posiadania całej tenuty kłeckiej, którą później piastował aż do 1656 r.
Władysław Czarnkowski był najdłużej sprawującym urząd starostą kłeckim w historii miasta. Za jego kadencji, być może przy jego staraniu, król Władysław IV Waza potwierdził przywileje kłeckie 30 czerwca 1637 r. Król Władysław IV także w 1646 r. w Warszawie przywilejem dla Kłecka, celem rozwoju gospodarczego miasta, ustanowił dodatkowe jarmarki, co zapoczątkowało awanturę między mieszczanami kłeckimi a Władysławem Czarnkowskim o czerpanie profitów jarmarcznych. Spór zakończył się ostatecznie 5 lat później przed królewskim majestatem, gdy w 1649 r. Jan Kazimierz w stolicy rozstrzygnął na korzyść mieszczan sprawę z tytułu naruszania przywilejów miejskich, o czym wspomina również ks. Józef Dydyński w swojej monografii.
W 1655 r. za czasów ostatniego starosty z rodu Czarnkowskich przez Kłecko 11 sierpnia przeszło wojsko szwedzkie dowodzone przez króla Karola X Gustawa.

## Twórczość literacka
Władysław Czarnkowski zaprzyjaźniony był z Mateuszem Bembusem, u którego pobierał nauki w Poznaniu. W 1623 ogłosił drukiem wiersze o tematyce funeralnej Pociecha smutnemu Oycu, Iaśnie Wielmożnemu Ieo Mości Panu Adamowi Sedywoiowi z Czarnkowa Woiewodzie Lęczyckiemu Generalowi Wielgopolskiemu & c. & c. Staroście Miedzyrzeckiemu Pyzdrskiemu Y wszystkim Ich Mościom Panom z Czarnkowa po ześciu z tego świata Wielmożnego Ieo Mości Pana Władysława z Czarnkowa Starosty Bidgoskiego Pyzdrskiego & c. & c. Podana Od Wladislawa Czarnkowskiego Starościca Drahemskiego Studenta Collegium Poznanskiego, Societatis Iesu. Roku Pańskiego 1623 podpisując się jako starościc drahimski.
Części:
- Laudacja
- W krotkiem czasie przezacnym przodkow swoich sławnych w Koronie Polskiey postępków dosiągł. Ztąd sława y pociecha
- W krotkiem czasie oka pańskiego łaskawego SIGMVNTA III. krola polskiego, y wszystkiego dworu jego doznał. Z czego wdzięczne wspomnienie i pociecha
- W krotkiem czasie do wielkiey dostatności Chrześcijanskiey, śmierci się w tak kwitnących leciech, nie bojąc, przyszedł. Ztąd przykład i pociecha
- Nie umarł ale żyje. Ztąd pociecha nade wszystko
- Smutne oycowskie serce, syn odeszły cieszy

Pociecha smutnemu Oycu... Władysława Czarnkowskiego stanowi parafrazę elegii Hieronima Hincza z 1619 r. poświęconych przedwcześnie zmarłemu Janowi Czarkowskiemu. Dotychczas krytycznie o twórczości literackiej Władysława Czarnkowskiego wypowiedzieli się prof. Wacław Aleksander Maciejowski (1792–1883) i Dawid Jung (1980-), który w 2012 r. ponownie wydał drukiem staropolskie wiersze z 1623 r.